# Новий Двур (Косцянський повіт)
Новий Двур (пол. Nowy Dwór, нім. Neuhof) — село в Польщі, у гміні Кшивінь Косцянського повіту Великопольського воєводства.
Населення — 231 особа (2011).
У 1975-1998 роках село належало до Лешненського воєводства.

## Демографія
Демографічна структура станом на 31 березня 2011 року:
|          | Загалом | Допрацездатний вік | Працездатний вік | Постпрацездатний вік |
| -------- | ------- | ------------------ | ---------------- | -------------------- |
| Чоловіки | 126     | 32                 | 85               | 9                    |
| Жінки    | 105     | 23                 | 60               | 22                   |
| Разом    | 231     | 55                 | 145              | 31                   |